# كورنيليوس أوليري
كورنيليوس أوليري (بالإنجليزية: Cornelius O'Leary)‏ هو مؤرخ أيرلندي، ولد في 30 سبتمبر 1927 في ليمريك في جمهورية أيرلندا، وتوفي في 7 سبتمبر 2006.